# 桂宮宜仁親王
桂宮宜仁親王（かつらのみや よしひとしんのう、1948年〈昭和23年〉2月11日 - 2014年〈平成26年〉6月8日）は、日本の皇族。身位は親王。敬称は殿下。お印は桂（かつら）。勲等は大勲位。宮号は桂宮。大正天皇の皇孫（四男の次男）。三笠宮崇仁親王と同妃百合子の第2男子（3男2女のうち第3子）。明仁（上皇）は従兄、徳仁（第126代天皇）は従甥にあたる。姉に近衞甯子（甯子内親王）、兄に寬仁親王、妹に千容子（容子内親王）、弟に高円宮憲仁親王がいる。学位は政治学士（学習院大学）。現皇室典範の下、独身で宮家を創設した最初の皇族である。住居（正式には「御仮寓」）は東京都千代田区三番町6番地18宮内庁分室。

## 生涯

### 生い立ち
三笠宮崇仁親王の次男として生まれた。少年期は学業優秀でスポーツも得意であった。ビートルズが好きでバンドを結成し、国産のスポーツカーに乗りF1レースなど詳しいといった一面もあった。
学習院初等科3年生の頃、同級生から「税金で生活しているくせに」と心無い言葉をかけられた。宜仁親王は同級生の発言に反論できず、深く傷つき、この日を境に「変わってしまった」という。1950年代当時は皇室や宮家の存続が危惧される情勢で、三笠宮家は社会的にも財政的にも一般人同様の質素な生活を送らざるを得ず、宜仁親王は、皇族としてのアイデンティティを維持するのが困難だった。
20歳の誕生日の後、1968年（昭和43年）2月27日に成年式を行い、大勲位に叙されて、菊花大綬章を授与された。学習院初等科、中等科、高等科を経て1971年（昭和46年）に学習院大学法学部政治学科を卒業。その後、オーストラリア国立大学大学院に2年間留学した。学習院初等科以来の同級生に、西郷吉太郎（西郷隆盛から4代目当主・元侯爵家）がいる。
帰国後、1974年（昭和49年）から1985年（昭和60年）まで、NHKに嘱託で勤務したほか、オーストラリアに留学したことが機縁で日豪協会総裁に就任した。他に日本・ニュージーランド協会など各協会の総裁を務めた。この頃は、兄・寛仁親王や弟・憲仁親王と比較して、公の場に姿を現すことはごく少なかった。長く侍従長を務め、三笠宮一家とも親しく接した入江相政の日記には、しばしば宜仁の病状や体調に関する言及が見られる。
伯父の高松宮宣仁親王を強く敬慕していたこと、また皇族の数がすでに減少傾向にあったことから、高松宮の死後、大日本農会、大日本山林会、日本工芸会、日本漆工協会の各総裁を受け継いだ。とりわけ大日本農会にあっては、農事功績者の紫白綬有功章・紅白綬有功章・緑白綬有功章の記章の授与を行うなど、表彰をはじめとした各行事に臨席した。

### 桂宮創設と闘病
1988年（昭和63年）1月1日に、昭和天皇から「桂宮」の称号を与えられ、独立の生計を営むようになった。宮号はお印のカツラ（桂）に因んだもので、かつての四親王家の一つである旧桂宮家とは無関係とされているが、区別をする必要がある時は、おのおのに「新旧」をつける事がある。系統としては高松宮家から引き継いだ物が多いため、祭祀などについては有栖川宮家に系統が近い。同年2月20日に、宮家創設の祝宴を開いた。現時点では直宮家以外の宮家創設としては最後である。
その3か月後の同年5月26日、約一週間前から風邪で寝込んでいたが、この日は午後になっても起床しないため、宮家職員が様子を見に行ったところ、ベッドの脇で意識不明の状態で倒れている宜仁親王を発見した。
すぐに都立広尾病院に入院して、緊急手術を受けた。病名は未公表ながら、急性硬膜下血腫などと報道された。また、従来より肥大型閉塞性心筋症の持病があったことも報じられた。
急性硬膜下血腫は、厳密には病気ではなく症状であり、頭部の強打により脳挫傷が起き、脳から出血して硬膜と脳の間に血液がたまり脳を圧迫するもので、死亡率はきわめて高い。宜仁親王の右顔面、右肩、腰に打撲があったという状況からも、転倒・転落などの事故があったことになる。
同年8月に意識を回復し、同年11月に退院した。翌1989年（昭和64年/平成元年）初めにあった昭和天皇の崩御と、第125代天皇明仁の践祚に伴う一連の行事は欠席したものの、リハビリテーションの甲斐もあり、1991年（平成3年）11月には公務に復帰した。以降、身体の自由がほとんど効かなくなり、右目の視力の喪失、記憶障害、右半身の麻痺といった後遺症を抱えつつも、宮内庁職員の世話を受けながら車椅子を使用して公務を行なった。
2008年（平成20年）9月28日、予定されていた第63回国民体育大会の観覧出席を急遽取りやめ、敗血症の疑いで東京大学医学部附属病院に入院した。同年12月2日には、集中治療室から一般病棟に戻ることができ、リハビリも本格的に始めた。翌年の2009年（平成21年）3月29日に退院して、宮邸で療養につとめた。
2011年（平成23年）冬、誤嚥性肺炎が頻発したため、喉頭を塞ぐ声門閉鎖手術を東京大学医学部附属病院で受け、同年12月30日に退院した。このときの手術により発声能力を失った。

### 薨去
2014年（平成26年）1月、高熱の為東京大学医学部附属病院に1か月入院。以後は、発熱等で入退院を繰り返した。同年6月8日午前9時すぎ、東京大学医学部附属病院に救急搬送されたが、既に心肺停止の状況だった。同日午前10時55分、急性心不全により薨去。66歳。これにより、三笠宮崇仁親王・同妃百合子夫妻の間に生まれた3人の男子全員が薨去し、男系断絶が確定した。
薨去にあたっては内閣総理大臣謹話が発表され、一般からの弔問記帳を受け付けた（同月10日～16日までの7日間で3,268人が記帳）。同年6月17日には、父の三笠宮崇仁親王が喪主（喪主代理は姪の彬子女王）、生前親交のあった一條實昭が司祭長を務め、司祭副長にはNHK勤務時の同僚の長谷昴彦が就いた。豊島岡墓地で喪儀（斂葬の儀）が執り行われ、560人が参列した。同日、落合斎場で火葬に付され、豊島岡墓地に、兄の寬仁親王、弟の高円宮憲仁親王の墓所と並ぶように建立された。

## 備考
政府の正式表記（内閣告示や宮内庁告示など）では皇族に宮号が冠することはないため、それらの告示を掲載する官報では「宜仁親王」と表記され、「桂宮」は冠さない。ただし、同じ政府の表記であってもホームページなど「国民一般に対するわかりやすさ」を重視する場面では「桂宮」の表記も用いる。
姪の彬子女王によると、小さい頃に親しい友人から「税金泥棒」のようなことを言われ、深く傷ついたことがある。「このような思いをする人を増やしたくない」という考えもあり、生涯独身を貫いた。
戦後新宮家の設立は、次男以下が婚姻により独立の生計を営む皇族となったことを契機にして行うことが多いが、宜仁親王は独身のまま宮家を創設した。生涯にわたり妻子が無かったことから、桂宮家は「一周年祭の儀」と、その二日後の「権舎の儀」を経て断絶した。

## 栄典・称号

### 勲章

#### 日本
- - 大勲位菊花大綬章：1968年（昭和43年）2月27日[6]

#### 外国
- イタリア：イタリア共和国功労勲章大十字騎士章 - （1982年〈昭和57年〉3月9日）[20]

### 役職
- 日・豪・ニュージーランド協会総裁：1989年（平成元年） - 2014年（平成26年）6月8日[21]
- 大日本農会総裁：1986年（昭和61年）12月 - 2014年（平成26年）6月8日[22]
- 大日本山林会総裁：1987年（昭和62年）1月12日 - 2014年（平成26年）6月8日[23]
- 日本工芸会総裁
- 日本漆工協会総裁
- 「大相撲オーストラリア公演」名誉総裁：1997年（平成9年）[24]
- 「桂宮杯全日本水上スキー選手権大会」名誉総裁

## 系譜

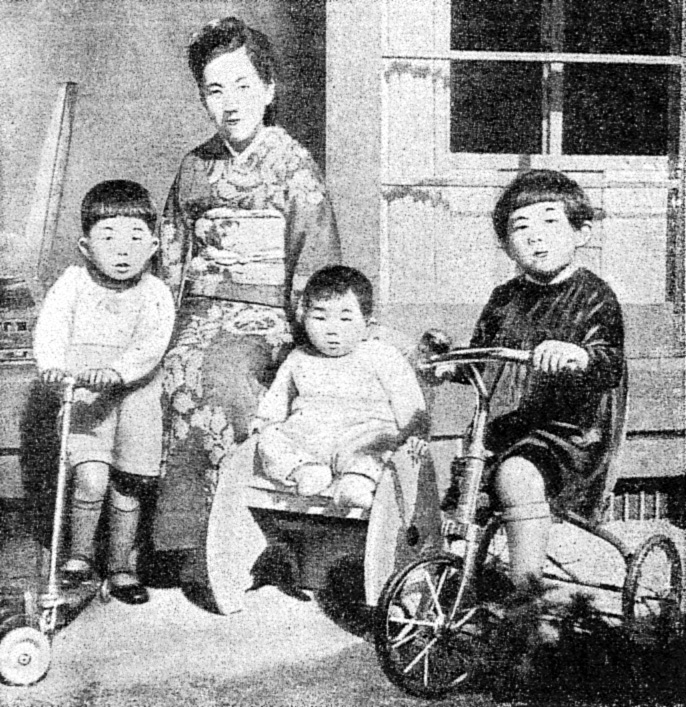
1950年頃、左から兄：寬仁親王、母：百合子妃、宜仁親王、姉：甯子内親王

| 宜仁親王 | 父: 崇仁親王（三笠宮） | 祖父: 大正天皇 |
| 宜仁親王 | 父: 崇仁親王（三笠宮） | 祖母: 貞明皇后 |
| 宜仁親王 | 母: 百合子             | 祖父: 高木正得 |
| 宜仁親王 | 母: 百合子             | 祖母: 高木邦子 |

### 系図
|              |              |              |              |              |              |  |  |                |                |                |                |                |                |  |  |                |                |                |                |                |                |  |  |                |                |                |                |                |                |  |  |                |                |                |                |                |                |  |  |  |  |  |  |  |  |  |  |  |  |  |  |  |  |  |  |  |  |  |  |  |  |
| 122 明治天皇 |              |              |              |              |              |  |  |                |                |                |                |                |                |  |  |                |                |                |                |                |                |  |  |                |                |                |                |                |                |  |  |                |                |                |                |                |                |  |  |  |  |  |  |  |  |  |  |  |  |  |  |  |  |  |  |  |  |  |  |  |  |
|              |              |              |              |              |              |  |  |                |                |                |                |                |                |  |  |                |                |                |                |                |                |  |  |                |                |                |                |                |                |  |  |                |                |                |                |                |                |  |  |  |  |  |  |  |  |  |  |  |  |  |  |  |  |  |  |  |  |  |  |  |  |
| 123 大正天皇 |              |              |              |              |              |  |  |                |                |                |                |                |                |  |  |                |                |                |                |                |                |  |  |                |                |                |                |                |                |  |  |                |                |                |                |                |                |  |  |  |  |  |  |  |  |  |  |  |  |  |  |  |  |  |  |  |  |  |  |  |  |
|              |              |              |              |              |              |  |  |                |                |                |                |                |                |  |  |                |                |                |                |                |                |  |  |                |                |                |                |                |                |  |  |                |                |                |                |                |                |  |  |  |  |  |  |  |  |  |  |  |  |  |  |  |  |  |  |  |  |  |  |  |  |
|              |              |              |              |              |              |  |  |                |                |                |                |                |                |  |  |                |                |                |                |                |                |  |  |                |                |                |                |                |                |  |  |                |                |                |                |                |                |  |  |  |  |  |  |  |  |  |  |  |  |  |  |  |  |  |  |  |  |  |  |  |  |
| 124 昭和天皇 | 124 昭和天皇 | 124 昭和天皇 | 124 昭和天皇 | 124 昭和天皇 | 124 昭和天皇 |  |  | 秩父宮雍仁親王 | 秩父宮雍仁親王 | 秩父宮雍仁親王 | 秩父宮雍仁親王 | 秩父宮雍仁親王 | 秩父宮雍仁親王 |  |  | 高松宮宣仁親王 | 高松宮宣仁親王 | 高松宮宣仁親王 | 高松宮宣仁親王 | 高松宮宣仁親王 | 高松宮宣仁親王 |  |  | 三笠宮崇仁親王 | 三笠宮崇仁親王 | 三笠宮崇仁親王 | 三笠宮崇仁親王 | 三笠宮崇仁親王 | 三笠宮崇仁親王 |  |  |                |                |                |                |                |                |  |  |  |  |  |  |  |  |  |  |  |  |  |  |  |  |  |  |  |  |  |  |  |  |
| 124 昭和天皇 | 124 昭和天皇 | 124 昭和天皇 | 124 昭和天皇 | 124 昭和天皇 | 124 昭和天皇 |  |  | 秩父宮雍仁親王 | 秩父宮雍仁親王 | 秩父宮雍仁親王 | 秩父宮雍仁親王 | 秩父宮雍仁親王 | 秩父宮雍仁親王 |  |  | 高松宮宣仁親王 | 高松宮宣仁親王 | 高松宮宣仁親王 | 高松宮宣仁親王 | 高松宮宣仁親王 | 高松宮宣仁親王 |  |  | 三笠宮崇仁親王 | 三笠宮崇仁親王 | 三笠宮崇仁親王 | 三笠宮崇仁親王 | 三笠宮崇仁親王 | 三笠宮崇仁親王 |  |  |                |                |                |                |                |                |  |  |  |  |  |  |  |  |  |  |  |  |  |  |  |  |  |  |  |  |  |  |  |  |
|              |              |              |              |              |              |  |  |                |                |                |                |                |                |  |  |                |                |                |                |                |                |  |  |                |                |                |                |                |                |  |  |                |                |                |                |                |                |  |  |  |  |  |  |  |  |  |  |  |  |  |  |  |  |  |  |  |  |  |  |  |  |
| 125 上皇     | 125 上皇     | 125 上皇     | 125 上皇     | 125 上皇     | 125 上皇     |  |  | 常陸宮正仁親王 | 常陸宮正仁親王 | 常陸宮正仁親王 | 常陸宮正仁親王 | 常陸宮正仁親王 | 常陸宮正仁親王 |  |  | 寬仁親王       | 寬仁親王       | 寬仁親王       | 寬仁親王       | 寬仁親王       | 寬仁親王       |  |  | 桂宮宜仁親王   | 桂宮宜仁親王   | 桂宮宜仁親王   | 桂宮宜仁親王   | 桂宮宜仁親王   | 桂宮宜仁親王   |  |  | 高円宮憲仁親王 | 高円宮憲仁親王 | 高円宮憲仁親王 | 高円宮憲仁親王 | 高円宮憲仁親王 | 高円宮憲仁親王 |  |  |  |  |  |  |  |  |  |  |  |  |  |  |  |  |  |  |  |  |  |  |  |  |
| 125 上皇     | 125 上皇     | 125 上皇     | 125 上皇     | 125 上皇     | 125 上皇     |  |  | 常陸宮正仁親王 | 常陸宮正仁親王 | 常陸宮正仁親王 | 常陸宮正仁親王 | 常陸宮正仁親王 | 常陸宮正仁親王 |  |  | 寬仁親王       | 寬仁親王       | 寬仁親王       | 寬仁親王       | 寬仁親王       | 寬仁親王       |  |  | 桂宮宜仁親王   | 桂宮宜仁親王   | 桂宮宜仁親王   | 桂宮宜仁親王   | 桂宮宜仁親王   | 桂宮宜仁親王   |  |  | 高円宮憲仁親王 | 高円宮憲仁親王 | 高円宮憲仁親王 | 高円宮憲仁親王 | 高円宮憲仁親王 | 高円宮憲仁親王 |  |  |  |  |  |  |  |  |  |  |  |  |  |  |  |  |  |  |  |  |  |  |  |  |
|              |              |              |              |              |              |  |  |                |                |                |                |                |                |  |  |                |                |                |                |                |                |  |  |                |                |                |                |                |                |  |  |                |                |                |                |                |                |  |  |  |  |  |  |  |  |  |  |  |  |  |  |  |  |  |  |  |  |  |  |  |  |
| 126 今上天皇 | 126 今上天皇 | 126 今上天皇 | 126 今上天皇 | 126 今上天皇 | 126 今上天皇 |  |  | 秋篠宮文仁親王 | 秋篠宮文仁親王 | 秋篠宮文仁親王 | 秋篠宮文仁親王 | 秋篠宮文仁親王 | 秋篠宮文仁親王 |  |  |                |                |                |                |                |                |  |  |                |                |                |                |                |                |  |  |                |                |                |                |                |                |  |  |  |  |  |  |  |  |  |  |  |  |  |  |  |  |  |  |  |  |  |  |  |  |
| 126 今上天皇 | 126 今上天皇 | 126 今上天皇 | 126 今上天皇 | 126 今上天皇 | 126 今上天皇 |  |  | 秋篠宮文仁親王 | 秋篠宮文仁親王 | 秋篠宮文仁親王 | 秋篠宮文仁親王 | 秋篠宮文仁親王 | 秋篠宮文仁親王 |  |  |                |                |                |                |                |                |  |  |                |                |                |                |                |                |  |  |                |                |                |                |                |                |  |  |  |  |  |  |  |  |  |  |  |  |  |  |  |  |  |  |  |  |  |  |  |  |
|              |              |              |              |              |              |  |  | 悠仁親王       |                |                |                |                |                |  |  |                |                |                |                |                |                |  |  |                |                |                |                |                |                |  |  |                |                |                |                |                |                |  |  |  |  |  |  |  |  |  |  |  |  |  |  |  |  |  |  |  |  |  |  |  |  |